# KEØMA
KEØMA ist ein Musikprojekt, das aus den Musikern Kat Frankie und Chris Klopfer besteht. Sie bezeichnen ihre Musik selbst als „Night Drive Pop“.

## Geschichte
Als Solokünstler hatten beide bereits einigen Erfolg, als Kat Frankie 2011 nach einem ihrer Konzerte in Köln Chris Klopfer kennenlernte. Schnell stellte sich heraus, dass sie musikalisch gleiche Vorlieben hatten. Sie beschlossen, zusammenzuarbeiten – allerdings meist getrennt voneinander. Klopfer wohnt in Köln und die Australierin Frankie hat 2004 in Berlin eine neue Heimat gefunden.
Aus dieser Begegnung entstanden 2015 eine EP und ein gemeinsames Album, das am 29. Januar 2016 erschien. Auf Tour zum Album waren sie vom 3. bis zum 20. März 2016 in zwölf Städten in Deutschland. Aufgrund großer Nachfrage gab es in Berlin, wo das Abschlusskonzert am 20. März stattfand, am 28. März ein Zusatzkonzert. Am 7. Juni 2019 erschien das zweite Album, wie in 2016 folgt eine Tour in Deutschland.
KEØMA nahmen am 25. Februar 2016 am ESC-Vorentscheid Unser Lied für Stockholm mit dem Titel Protected teil. Sie belegten Platz 8 von 10 Teilnehmern mit 3,32 % der abgegebenen Stimmen im ersten Voting.

## Diskografie
- 2015: KEØMA (EP, Embassy of Music)
- 2016: KEØMA (Album, Embassy of Music)
- 2019: Saudade (Album, Embassy of Music)

## Trivia
- Das Video zum Titel Protected wurde im November 2015 unter anderem mit Marleen Lohse, Martin Goeres und Tim Neuhaus größtenteils im Bassy Cowboy Club in Berlin gedreht.[8]